# Kulai District
Kulai District ist eine Verwaltungseinheit (Daerah) im Staat Johor in Malaysia. Die Hauptstadt des Distrikts ist das gleichnamige Kulai. Der Distrikt umfasst Kulai-Stadt, Ayer Bemban, Bandar Putra Kulai, Bukit Batu, Indahpura, Kangkar Pulai, Kelapa Sawit, Saleng, Sedenak, Seelong, Senai, Sengkang und Taman Putri. Er gehört zur wirtschaftlichen Sonderzone Iskandar Malaysia.

## Name
Der Name Kulai entstand aus dem chinesischen 龟来 - Guīlái mit der Bedeutung Schildkröten kommen, da nach heftigen Überflutungen oft Schildkröten in das Gebiet strömten.

## Geographie
Der Distrikt umfasst ein Gebiet von 753,75 km² und ist damit der kleinste Distrikt in Johor, mit einem Anteil von nur 3,96 % des Staatsgebietes.
Der Distrikt wird von vier Distrikten umschlossen:
| Nordwesten: Kota Tinggi District | Norden: Kluang District               | Nordosten: Kluang District  |
| Westen: Pontian District         |                                       | Osten: Kota Tinggi District |
| Südwesten: Pontian District      | Süden: Johor Bahru / Pontian District | Südosten: Johor Bahru       |

## Klimatabelle
|                       | Jan  | Feb  | Mär  | Apr  | Mai  | Jun  | Jul  | Aug  | Sep  | Okt  | Nov  | Dez  |   |      |
| Mittl. Tagesmax. (°C) | 31,0 | 31,0 | 31,0 | 31,0 | 32,0 | 31,0 | 31,0 | 31,0 | 31,0 | 31,0 | 31,0 | 29,0 | ⌀ | 30,9 |
| Mittl. Tagesmin. (°C) | 24,0 | 23,0 | 24,0 | 24,0 | 25,0 | 24,0 | 24,0 | 24,0 | 24,0 | 24,0 | 23,0 | 23,0 | ⌀ | 23,8 |
|                       |      |      |      |      |      |      |      |      |      |      |      |      |   |      |
| Niederschlag (mm)     | 250  | 190  | 245  | 260  | 241  | 168  | 172  | 225  | 218  | 243  | 270  | 290  | Σ | 2772 |
|                       |      |      |      |      |      |      |      |      |      |      |      |      |   |      |
| Regentage (d)         | 17   | 11   | 14   | 15   | 15   | 13   | 13   | 14   | 14   | 16   | 18   | 19   | Σ | 179  |

| 24,0 |

| 23,0 |

| 24,0 |

| 24,0 |

| 25,0 |

| 24,0 |

| 24,0 |

| 24,0 |

| 24,0 |

| 24,0 |

| 23,0 |

| 23,0 |

| 24,0 |

| 23,0 |

| 24,0 |

| 24,0 |

| 25,0 |

| 24,0 |

| 24,0 |

| 24,0 |

| 24,0 |

| 24,0 |

| 23,0 |

| 23,0 |

## Geschichte
Bis 2007 war Kulai nur ein Sub-District. Zum 1. Januar 2008 wurde er als 9. Distrikt des Staates selbstständig und erhielt den Namen Kulaijaya District.
Am 28. August 2015 befahl der Sultan Ibrahim Ismail von Johor der Regierung den Namen zum ursprünglichen „Kulai“ abzuändern.

## Verwaltung

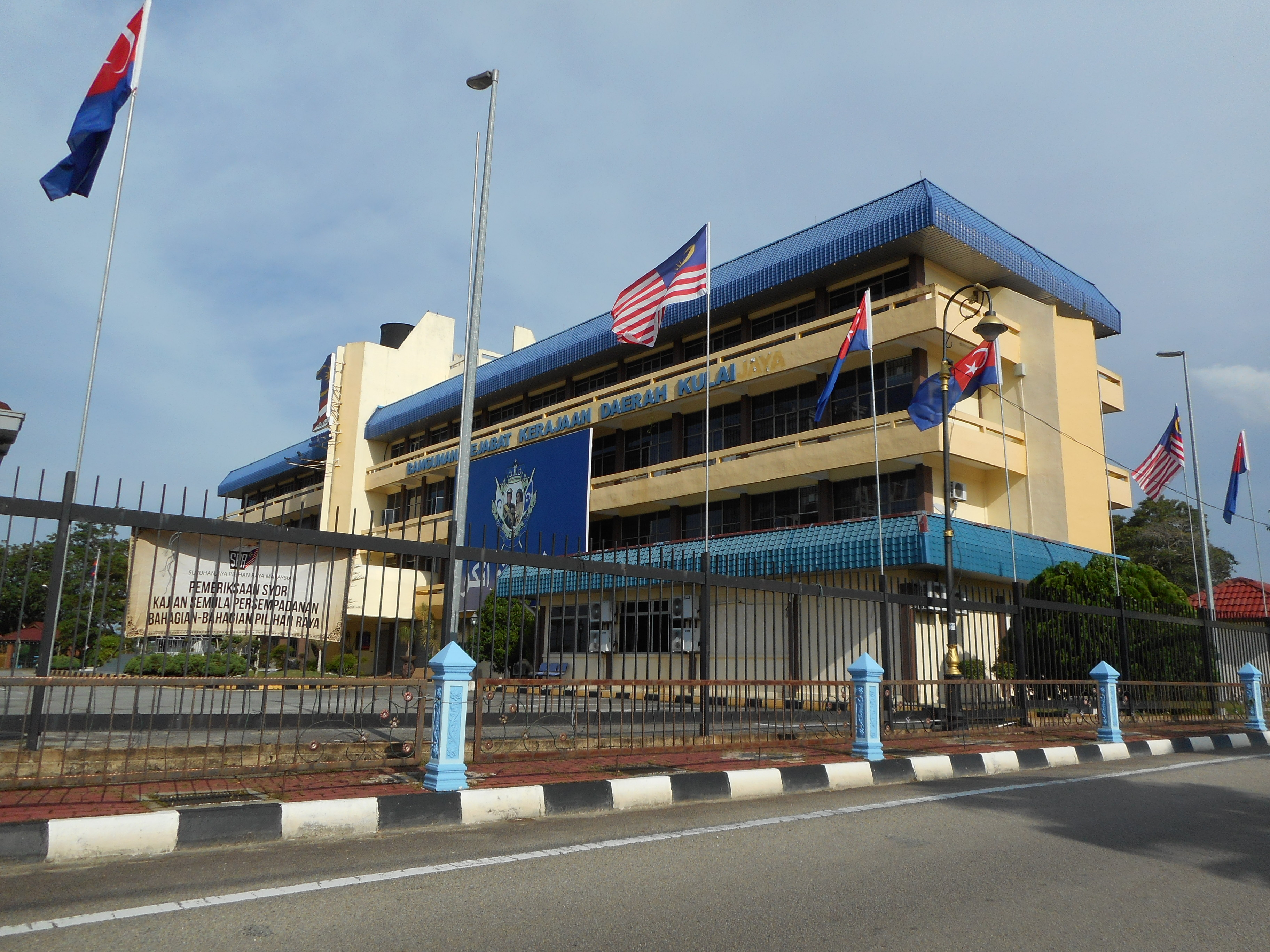
Kulai District Office

Die örtliche Verwaltung besteht aus dem Kulai Municipal Council und dem Johor Bahru Tengah Municipal Council. Darunter steht die Ortsverwaltung von Kangkar Pulai und Kulai-Stadt. Es gibt ein Verwaltungszentrum für Kulai District und Kulai Municipal Council.

### Verwaltungsgliederung
Kulai District ist in vier Mukim eingeteilt:
- Bukit Batu
- Kulai
- Sedenak
- Senai

## Bevölkerung
Malaysische Chinesen (马来西亚华人) der Hakka-Dialektgruppe stellen 65,4 % der Bevölkerung und siedeln hauptsächlich in Kulai- und Senai-Stadt, während Malaien 26,5 % der Bevölkerung stellen und hauptsächlich in Federal Land Development Authority (Federal Land Development Authority, Lembaga Kemajuan Tanah Persekutuan FELDA)-Siedlungen leben und in einigen traditionellen Malaischen Dörfern entlang der altne Trunk Road. Inder stellen 7,8 % der Bevölkerung und arbeiten hauptsächlich in Gummi-Plantagen, Fabriken oder eigenen Kleingewerben.

## Vertretung in Parlament und Staatsversammlung
Abgeordnete im Bundesparlament (Dewan Rakyat):
Abgeordnete in der State Legislative Assembly (Dewan Undangan Negeri):

## Wirtschaft
Die Hauptzweige der Wirtschaft im Distrikt sind Informations- und Kommunikations-Technologie, Biotechnologie und Transport.

## Sehenswürdigkeiten
- Johor Premium Outlets
- Mount Pulai

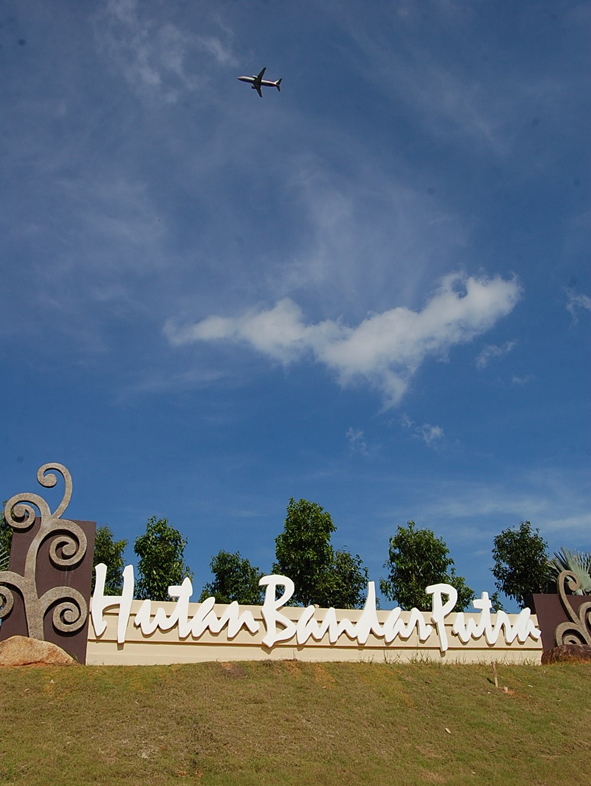
Hutan Bandar Putra

- Hutan Bandar Putra Kulai (Putra Recreation Forest)
- Nanyan Aquarium Centre, Ayer Bemban
- Hua Guo Shan Temple, Sedenak

## Verkehr

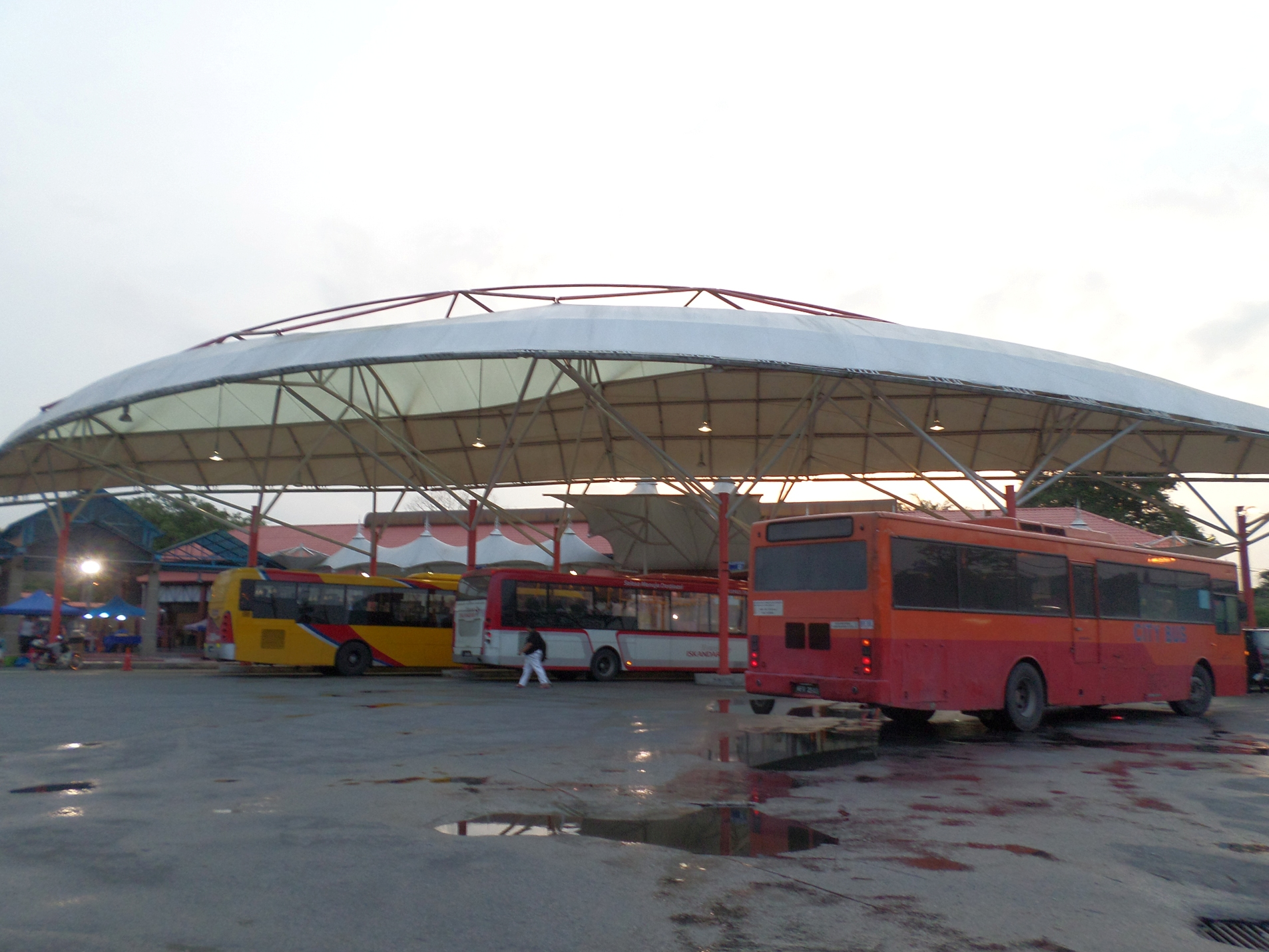
Kulai Bus Terminal

Die Hauptverkehrsader des Distrikts ist Skudai Highway beziehungsweise Federal route 1. Davon ausgehend verlaufen Senai Airport Highway 16, Skudai–Pontian Highway 5, Jalan Kulai-Kota Tinggi 94, Diamond Interchange und Kulai Inner Ring Road sowie viele andere Straßen. Die Regierung plant eine neue Straße, den Kulai-Senai Bypass, um die ständigen Staus zu vermindern.
Kulai war ein wichtiger Haltepunkt an der Johor Bahru-Kuala Lumpur Trunk Road in den 1970ern und 1980ern, bis der North–South Expressway (NSE) E2 1994 eröffnet wurde. Senai North Interchange (NSE) ist die Verbindung nach Singapur und einer der Zugangspunkte zum Mount Pulai Nature Reserve. Senai Airport, der internationale Flughafen von Johor liegt ebenfalls innerhalb des Distrikts.
Die Malayan Railway (KTM) hat eine Haltstation mit Kulai railway station.

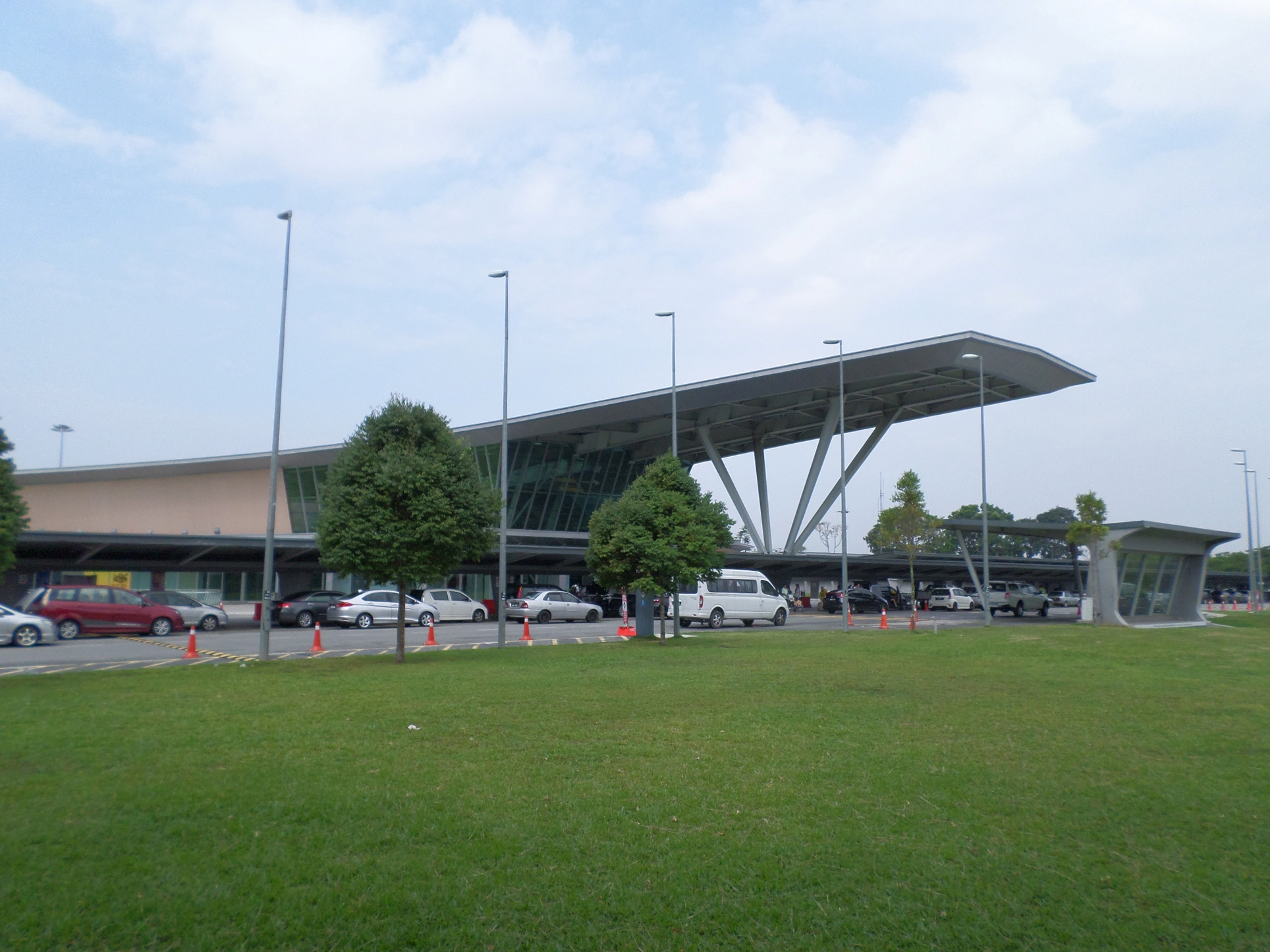
Senai International Airport